# Bougainvilliidae
Die Bougainvillidae sind eine Familie der Hydrozoen (Hydrozoa). Die Familie beinhaltet derzeit rund 100 Arten.

## Merkmale
Die Hydroidpolypen bilden Kolonien oder sind selten auch solitär. Sie bilden stoloniale oder monopodiale Stöcke, die aufrecht und verzweigt oder selten sessil sind und vom kriechenden Hydrorhiza ausgehen. Die aufrechten Kolonien haben endständige Hydranthen, die Stämme der Stöcke sind monosiphonal oder auch polysiphonal. Der Körper der Hydroidpolypen ist flaschenförmig, die Basis kann von einer Pseudohydrothek umgeben sein. Es können ein oder mehrere Kränze filiformer Tentakeln vorhanden sein, die distal in einer engen Zone unterhalb des Mundkegels stehen. Die Gonophoren sind entweder freie Medusen oder festsitzende Sporensäcke, die sich auf Hydrocaulen, Stolonen oder Blastostylen entwickeln. Die Medusen sind glockenförmig mit einem runden Mund und kurzem Manubrium. Die Mundtentakeln sind entweder einfach oder dichotom verzweigt und inserieren oberhalb des Mundringes. Die randlichen Tentakeln sind recht solide und kontraktil. Sie stehen einzeln oder in Gruppen auf 4, 8 oder 16 Tentakelbasen. Es sind vier radiale Kanäle und ein Ringkanal vorhanden. Die Gonaden sitzen am Manubrium und bilden einen kontinuierlichen Ring oder sie sitzen an den Radialkanälen, interradial oder perradial. Ocellus sind vorhanden oder können fehlen.

## Geographisches Vorkommen
Die Arten dieser Familie sind weltweit verbreitet. Einige Arten kommen auch in der Nord- und Ostsee vor. Der Verbreitungsschwerpunkt liegt in den zirkumpolaren und subantarktischen Gewässern. Bisher sind sie überwiegend im flacheren Wasser bis ins obere Bathyal gefunden worden. Manche Arten neigen zur Massenvermehrung. So hat Garveia franciscana (Torrey, 1902) durch das Verstopfen von Kühlwasserleitungen auch eine ökonomische Bedeutung.

## Systematik
Die Familie beinhaltet nach der "World Hydrozoa Database Directory" 15 Gattungen. Bouillon et al. (2006) führen zudem Lizzia und Lizzella in dieser Familie. Lizzia wird in der World Hydrozoa Database zur Familie Rathkeidae gestellt, Lizzella wird als Synonym von Spirocodon Haeckel, 1880 (Familie Polyorchidae) aufgefasst.
- Bimeria Wright, 1859
- Bougainvillia Lesson, 1836
- Chiarella Maas, 1897
- Dicoryne Allman, 1859
- Garveia Wright, 1859
- Koellikerina Kramp, 1939
- Millardiana Wedler & Larson, 1986
- Nemopsis Agassiz, 1850
- Nubiella Bouillon, 1980
- Pachycordyle Weismann, 1883
- Parawrightia Warren, 1907
- Rhizorhagium Sars, 1874
- Silhouetta Millard & Bouillon, 1973
- Thamnostoma Haeckel, 1879
- Velkovrhia Matjasic & Sket, 1971

### Online
- Hydrozoa Directory